# ガドゥルカ

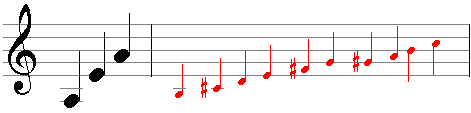
チューニング

ガドゥルカ（ブルガリア語: Гъдулка) / Gadulka）は、ブルガリアの伝統的な弦楽器である。この楽器の先祖はトルコ/ペルシャのラバーブもしくはケメンチェとされている。
ガドゥルカにはたいてい3本（4本の時もあり）のメロディを奏でるための弦が、そしてその下に10本の共鳴弦がある（ただし、ドブロジャにある変種には共鳴弦がない）。メロディを奏でるための弦だけ奏者の指が触れる。ガドゥルカは垂直に掲げられた状態で演奏され、逆手に構えられた弓は、ボディに垂直になるように動かす。ガドゥルカはブルガリアの伝統的な楽器の一部とされており、舞踏音楽でよく用いられる。